# دونا كوفي
دونا كوفي (بالإنجليزية: Donna Covey)‏ هي منفذة ‏ بريطانية، ولدت في 20 يونيو 1961.